# Identificação (psicologia)
Identificação é um mecanismo de defesa ou processo psicológico pelo qual o indivíduo assimila um aspecto, propriedade ou atributo de outra pessoa e assim se transformando total ou parcialmente no modelo que o outro fornece. Por meio de uma série de identificações a personalidade é constituída e especificada. Tanto Charles Brenner, como Fenichel e outros consideram a identificação como sinônimo de introjeção, mas não existe consenso em classificá-la como mecanismo de defesa, o mais correto seria entender a identificação como uma tendência geral do ego que é muitas vezes usada como meio de defesa.

## Freud
Os três conceitos mais proeminentes de identificação descritos por Freud são: identificação primária, identificação narcisista (secundária) e identificação parcial (secundária).
Freud primeiro levantou a questão da identificação (em alemão:  Identifizierung) em 1897, em conexão com a doença ou morte dos pais, e a resposta "para se punir de forma histérica... com os mesmos estados [de doença] que eles tiveram. A identificação que ocorre aqui é, como podemos ver, nada além de um modo de pensar ". A questão foi retomada psicanaliticamente “no artigo de Ferenczi, ‘Introdução e Transferência’, de 1909”, mas foi na década entre “Sobre o narcisismo” (1914) e “O Ego e o Id” (1923) que Freud fez seu estudo mais detalhado e intensivo do conceito.
Freud distinguiu três tipos principais de identificação. “Primeiro, a identificação é a forma original de ligação emocional com um objeto; em segundo lugar, de um modo regressivo, ela se torna um substituto para um laço de objeto libidinal.. e, em terceiro lugar, pode surgir com qualquer nova percepção de uma qualidade comum que é compartilhada com alguma outra pessoa.”.

### Identificação primária
A identificação primária é a forma original e primitiva de  apego emocional a algo ou a alguém antes de qualquer relação com outras pessoas ou objetos: "a primeira e mais importante identificação de um indivíduo, sua identificação com o pai em sua própria pré-história pessoal... com os pais".  “De modo geral, os psicanalistas concedem a importância e a centralidade da identificação primária, embora... o conceito varie ‘de acordo com cada autor e suas ideias, o significado, em conseqüência, está longe de ser preciso’. (Horacio Etchegoyen 1985)”.
A identificação primária é o estado de fusão do bebê com a mãe no início da vida, há uma fusão de corpos porque o bebê ainda não tem noção de seu corpo e experimenta as sensações do contato com o corpo materno como se fossem uma só coisa, por conseguinte não se diz que há uma introjeção do objeto uma vez que o objetonão existe como tal.

### Identificação narcisista (secundária)
A identificação narcisista é a forma de identificação após o abandono ou a perda de um objeto. Essa experiência de perda começa na juventude. Um exemplo: vestir as roupas ou joias de um ente querido falecido. Em "Mourning and Melancholia" Freud, tendo "mostrado que a identificação é um estágio preliminar da escolha objetal", argumentou que a experiência da perda coloca em movimento um processo regressivo que "serve para estabelecer uma identificação do ego com o objeto abandonado". Em “O Ego e o Id”, ele continuou dizendo que “esse tipo de substituição tem uma grande participação na determinação da forma tomada pelo ego e que tem uma contribuição essencial para construir o que é chamado de ‘caráter’”.

### Identificação parcial (secundária)
A identificação parcial é baseada na percepção de uma qualidade especial de outra pessoa.

### Identificação parcial e empatia
Freud considerava que “um caminho leva à identificação por meio da imitação à empatia, isto é, à compreensão do mecanismo pelo qual somos capazes de assumir qualquer atitude em relação a outra vida mental.” Otto Fenichel continuaria a enfatizar como “as tentativas de identificação para fins de empatia desempenham um papel fundamental nas relações objetais normais. Elas podem ser estudadas especialmente na análise das formas de trabalho do psicanalista.”. A teoria da relação de objetos subsequentemente destacaria o uso de “tentativas de identificação com o paciente na sessão”, como parte da técnica crescente de analisar a partir da contratransferência.

## Anna Freud e a identificação com o agressor
Em seu clássico O Ego e o Mecanismo de Defesa, Anna Freudintroduziu dois mecanismos de defesa originais que se tornaram clássicos da psicologia do ego, a “rendição altruísta” e o outro a “identificação com o agressor” Anna Freud apontou que a identificação com os valores parentais era uma parte normal do desenvolvimento do superego; mas que se a criança introjetar tanto a repreensão quanto a punição e depois projetar regularmente essa mesma punição em outra pessoa então ela está presa em um estágio intermediário do desenvolvimento do superego
O conceito também foi retomado na teoria das relações objetais, que particularmente explorou como um paciente às vezes coloca o analista no papel de vítima enquanto o paciente representa uma identificação com o agressor. in the analytic situation.

## Atualidade
Muito tem sido escrito sobre identificação desde Freud. A identificação tem sido vista como um mecanismo de desenvolvimento normal e como um mecanismo de defesa. Vários tipos de identificação foram descritos por outros psicanalistas, incluindo contra-identificação (Fliess,1953), pseudoidentificação (Eidelberg, 1938), identificações concordantes e complementares (Racker, 1957), e identificação adesiva (Bick, 1968): "o trabalho de Bick e outros sobre a identificação adesiva, explorando o conceito de 'pele psíquica'".